# Aéroport régional de Laramie
L'aéroport régional de Laramie (code IATA : LAR • code OACI : KLAR) est un aéroport public localisé à l'ouest  de la ville de Laramie, siège du comté d'Albany, dans l’État du Wyoming, aux États-Unis.